# What About Love (Heart)
What About Love è un singolo del gruppo rock statunitense Heart, pubblicato nel 1985 ed estratto dall'album Heart.

## Tracce
- 7"

1. What About Love
2. Heart Of Darkness

## Classifiche
| Classifica (1985-1988) | Posizione massima |
| ---------------------- | ----------------- |
| Regno Unito            | 14                |
| Stati Uniti            | 10                |